# Taryn Terrellová
Taryn Nicole Terrellová (* 28. prosince 1985) je americká glamour modelka, herečka, kaskadérka, profesionální wrestlerka, manažerka a rozhodčí v současné době působící v Total Nonstop Action Wrestling (TNA). Nejvíce známa je pro svoje působení pro World Wrestling Entertainment (WWE), kde vystupovala pod jménem Tiffany. Také byla trénována ve vývojovém středisku WWE, Florida Championship Wrestling (FCW). Terrellová byla ze svého kontraktu s WWE propuštěna 19. listopadu 2010.

## Profesionální wrestlingová kariéra

### Diva Search (2007)
Terrellová se v roce 2007 účastnila soutěže WWE Diva Search a dostala se do finální osmičky. Byla vyřazena jako čtvrtá. V únoru 2008 s ní přesto WWE podepsala vývojový kontrakt a později Terrellová debutovala v jejich vývojovém středisku Florida Championship Wrestling (FCW).

### Florida Championship Wrestling (2007–2010)
Terrellová debutovala ve Florida Championship Wrestling po boku Beverly Mullinsové a společně s ní se účastnila několika zápasů, včetně dámských zápasů ve spodním prádle. Později se duo rozdělilo a Terrellová se začala účastnit zápasů s jinými FCW Divami, včetně Mullinsové (nyní pod ringovým jménem jako Wesley Holiday), Miss Angely, The Bella Twins, Alicii Fox a Roucky.
Svůj televizní debut na FCW udělala v taneční soutěži, ta nakonec skončila bez vítěze. Poté se stala společně s Angelou ringovou hlasatelkou pro FCW. 11. března 2008, v epizodě FCW Television, se Terrellová spojila do týmu s Nicem Nemethem a Bradem Allenem a porazili The Puerto Rican Nightmares (Eric Perez, Eddie Colon a Angela Fong). 2. srpna 2008 se Tiffany spojila s The Bella Twins ve vítězném zápase proti Alicie Fox, Roucce a Daisy, to samé se stalo opět 9. srpna 2008.
Terrellová měla svůj první, prohraný zápas na FCW Television ve fatal-four-way zápase, kterého se účastnily i Roucka, Holiday a Fox. V prosinci byla v týmu s Nikki Bellou a Eve Torres a tento tým porazil v zápase Roucky, Wesley Holiday a Aliciu Fox, když Eve odpinovala Holiday zatímco se ostatní Divy praly mimo ring. Terrellová se účastnila i zápasů o titul Královny FCW, ve semi-finále porazila Wesley Holiday ale ve finále byla poražena Aliciou Fox. Od té doby se Terrellová objevovala jen jako ringová hlasatelka a příležitostná zápasnice. Často byla v týmu s Angelou Fong a účastnila se zápasů např. proti Sereně Mancini, April Lee a Alicia Fox.
30. července 2009 se spojila s Angelou Fong a April Lee proti Alicie Fox, Roucce a Sereně Deeb v 6 Divas tag teamovém zápase. 6. srpna 2009 tým složený z Terrellové a Yoshiho Tatsu porazil Aliciu Fox a Ricky Ortize v Mixed tag teamovém zápase. Neúspěšně vyzvala novou Královnu FCW, Serenu Mancini, na zápas o titul. Po zranění se vrátila 19. února 2010 do FCW a v týmu s Aksanou porazila Courtney Taylor a Livianu.

### ECW (2008–2010)
10. června 2008 udělala debut v ECW pod jménem Tiffany jako asistentka generálního ředitele Theodora Longa. 26. října 2008 se účastnila Halloweenské soutěže o nejlepší kostým na pay-per-view Cyber Sunday v převleku jeptišky. Svůj ringový debut udělala v Battle Royalu s 16-Divas na 800. epizodě Raw, kde byla v týmu s Mickie James, Candice Michelle, Michelle McCool, Brie Bella, Kelly Kelly, Eve Torres a WWE Hall of Famerkou Mae Young proti Beth Phoenix, Layle, Lene Yade, Jillian Hall, Natalye, Maryse, Victorie a Katie Lea Burchill, její tým ale prohrál.
30. března 2009 se v epizodě Raw účastnila 18-Divas tag teamového zápasu, kde získala pro svůj tým vítězství když odpinovala Katie Leu Burchill. 5. dubna udělala Tiffany svůj debut na WrestleManii v 25-Divas Battle Royal pro korunování první "Miss WrestleManie". Zápas se jí ale nepodařilo vyhrát a titul získala Santina Marella která eliminovala Beth Phoenix a Melinu jako poslední. 7. dubna byla Tiffany na epizodě ECW jmenována Theodorem Longem jako nová generální ředitelka ECW, jelikož se Long vracel do SmackDownu. Jako generální ředitelka udělala svůj první zápas v podobě elimination chase jejíž vítěz bude mít šanci se postavit proti Jacku Swaggerovi o ECW šampionát na show Backlash. Účastníci zápasu byli Mark Henry, Tommy Dreamer, Christian a Finlay. Christian poté porazil Finleyho v první epizodě show WWE Superstars a později porazil na Backlash Swaggera o titul.
26. května, na epizodě ECW na stanici Sci Fi, Tiffany oznámila, že se na debutující show Extreme Rules bude konat ještě jednou zápas o ECW titul mezi Christianem a Jackem Swaggerem. Později byl zápas změněn na tři účastníky, přidal se Tommy Dreamer. V červnu 2009 se stala Tiffany generální ředitelkou ECW na plný úvazek. Nicméně byla po své autonehodě vyřazena z televizního vysílání a její roli převzal William Regal. Ve skutečnosti si ale Tiffany jen zranila ruku ve FCW zápase. 6. října se Tiffany vrátila na televizní obrazovky. Na poslední epizodě ECW, která se konala 16. února 2010, Tiffany dala spear Rose Mendes poté, co ona a Zack Ryder překáželi v ECW šampionátu.

### SmackDown (2010)
5. března 2010 udělala Tiffany svůj debut na show SmackDown v zákulisním segmentu s Reyem Mysteriem. O týden později zde udělala ringový debut v zápase proti WWE Women's šampionce Michelle McCool, zápas se jí podařilo vyhrát díky diskvalifikaci, jelikož do zápasu zasáhla Vickie Guerrero. Po zápase McCool, Guerrero a Layla napadly Tiffany. Nakonec jí pomohla Beth Phoenix. Následující týden Tiffany a Beth porazily v zápase Laylu a McCool a to samé se jim podařilo znovu 2. dubna.
Tiffany vytvořila nový tým s Kelly Kelly, přezdívaly si "The Blondetourage" a měly feud s týmem LayCool (Layla a McCool). 12. června na SmackDownu! Tiffany prohrála v zápase s Laylou po útoku od Michelle McCool. 21. května v týmu s Kelly Kelly prohrála v tag teamovém zápase proti LayCool. 2. července Tiffany doprovodila Kelly Kelly k ringu při jejím vítězném zápase proti Michelle McCool a dala spear Layle, která chtěla zasáhnout do zápasu. 10. července na show SuperStars ona a Kelly Kelly opět prohrály proti LayCool. 16. července doprovodila Tiffany k ringu tým ve složení Kelly Kelly a Chrise Masterse, kteří porazili Laylu a Trent Barreta po pomoci od Rosy Mendes. Také doprovodila Kelly k jejímu zápasu na PPV show Money In The Bank o WWE Women's šampionát proti Layle. 23. července Teddy Long na SmackDownu! oznámil, že Layla bude obhajovat svůj titul proti Tiffany. To byl poslední zápas Tiffany - 30. července na epizodě Smackdown. Byl to její první zápas o titul, nakonec proti Michelle McCool, která si ale titul obhájila. Předtím měla sice mít zápas proti Layle, toto bylo ale rozhodnutí Vickie Guerrero.
13. srpna 2010 bylo oznámeno, že WWE suspendovala Tiffany za incident s jejím manželem v reálném životě, Drewem McIntire. Předtím než se mohla vrátit do WWE, 19. listopadu 2010 jí vypršel její kontrakt.

### Nezávislá scéna
4. prosince 2010 bylo oznámeno, že Terrellová bude mít zápas proti Alisse Flash na show Chickfight od Pro Wrestling Revolution v San Franciscu 5. února 2012. 4. ledna 2011 bylo však oznámeno, že se Terrellová nakonec zápasu nebude účastnit kvůli osobním důvodům. ChiCkFight ale zveřejnili, že nemohou Terrellové vyhovět jelikož už s nimi podepsala smlouvu.

### Total Nonstop Action Wrestling (2012-současná doba)
16. srpna 2012 udělala Terrellová svůj debut v Total Nonstop Action Wrestling (TNA) a poprvé byla uvedena Vice prezidentkou Knockouts divize, Brooke Hoganovou jako rozhodčí pro TNA Women's Knockout šampionát mezi Madison Rayne a Miss Tessmacher. Terrellová je v současnosti rozhodčí pro ženské zápasy v TNA.

## Televizní a filmová kariéra
Terrellová udělala v roce 2007 speciální vystoupení na The Showbiz Show. 4. srpna 2010 se také objevila ve scénce na show Lopez Tonight. V roce 2012 si zahrála po boku Willa Ferrella v komedii The Campaign. Později se z ní stala kaskadérka/dublérka pro Kaylu Ewellovou ve filmu The Demented.

## Ve wrestlingu
- Ukončovací chvaty
  - Diving crossbody
- Další chvaty
  - Dropkick
  - Drop toe-hold
  - Inverted atomic drop
  - Monkey flip
  - Mounted punches
  - Northern Lights suplex
- Jako manažerka
  - Brad Allen
  - Nic Nemeth
  - Kelly Kelly
- Manažeři
  - Kelly Kelly
- Přezdívky
  - "Skirt"
- Theme songy
  - "A Girl Like That" od Eleventh Hour
  - "Insatiable" od Patsy Grime a Jima Johnstona

## Šampionáty a ocenění
- Pro Wrestling Illustrated
  - 38. místo v žebříčku PWI Female 50 v roce 2010